# 二溴化镓
二溴化镓或溴化镓(I,III)是一种无机化合物，化学式为Ga2Br4，其结构为四溴合镓(III)酸镓(I)（GaI[GaIIIBr4]）。

## 制备及反应
二溴化镓可由三溴化镓和镓在180 °C反应得到：
4 GaBr3 + 2 Ga → 3 Ga2Br4
二溴化镓可以被镓还原为一溴化镓，若在反应中加入路易斯酸AlBr3，则会生成GaI[AlIIIBr4]：
Ga2Br4 + 2 Ga + 4 AlBr3 → 4 Ga[AlBr4]
它也可以被溴氧化为三溴化镓，也可以和溴甲烷或溴乙烷发生氧化加成反应：
Ga2Br4 + Br2 → 2 GaBr3
Ga2Br4 + RBr → RGa2Br5
它和十羰基二锰反应，可以得到五羰基锰基二溴化镓（Br2GaMn(CO)5）。它在苯中结晶，可以得到[(C6H6)2Ga·GaBr4]2·3C6H6，与相应的氯化物同构。